# Ruth Leiserowitz

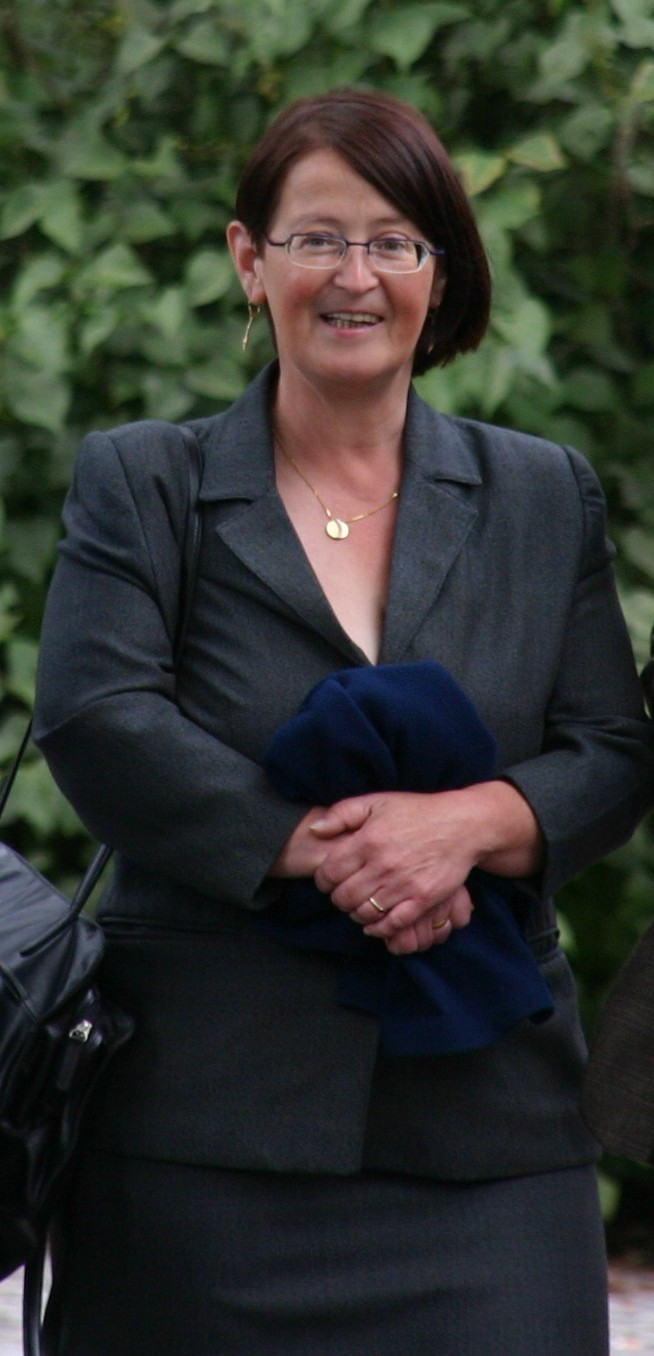
Ruth Leiserowitz

Ruth Leiserowitz (gebürtige Kibelka; * 25. Dezember 1958 in Prenzlau) ist eine deutsche Historikerin. Sie betreibt vornehmlich Forschungen zur osteuropäischen Geschichte des 19. und 20. Jahrhunderts sowie zu der Geschichte der Juden im baltisch-polnischen Raum und dem früheren Ostpreußen. Von 2009 bis 2024 war sie stellvertretende Direktorin des Deutschen Historischen Instituts Warschau. Seit April 2025 ist sie Senior Researcher in der Universität Klaipėda.

## Leben
Ruth Leiserowitz wurde 1958 im uckermärkischen Prenzlau als Ruth Kibelka geboren und wuchs in Löwenberg als Tochter eines evangelischen Pastors auf. Nach Abschluss der Oberschule wechselte sie an das Evangelische Gymnasium Hermannswerder bei Potsdam, wo sie 1978 das Abitur ablegte. Da der Abschluss in der DDR nicht als Hochschulreife für allgemeine Studienfächer anerkannt wurde, unterzog sie sich 1981 an der Volkshochschule Berlin Mitte erfolgreich einer weiteren Abiturprüfung. Eine Hochschulzulassung erhielt sie weiterhin nicht. Ab 1982 engagierte sie sich in der unabhängigen Friedensbewegung in der DDR unter anderem bei den Frauen für den Frieden.
Kibelka lernte privat Polnisch und Litauisch, reiste durch die Ostblockstaaten und arbeitete außerdem in der Verwaltung des Berliner Aufbau-Verlags. Zwischen 1987 und 1990 betätigte sie sich als freiberufliche Übersetzerin und Dolmetscherin für Litauisch und Polnisch.
Nach der Wiedervereinigung Deutschlands studierte sie seit 1990 Geschichte und Polonistik an der Freien Universität Berlin und in Vilnius. Das Studium schloss sie 1996 mit der Magisterprüfung ab.
Zwischen 1996 und 2000 lebte Ruth Kibelka in Klaipėda, Litauen, wo sie im nahegelegenen Nida auf der Kurischen Nehrung den Aufbau des Thomas-Mann-Kulturzentrums als wissenschaftliche Mitarbeiterin begleitete. Gleichzeitig lehrte sie zwischen 1996 und 2001 am Klaipėdaer Forschungszentrum Westlitauische und Preußische Geschichte. 1997 wurde Kibelka an der Humboldt-Universität Berlin im Fach Neuere und neueste Geschichte promoviert mit dem Thema „Die deutsche Bevölkerung zwischen Anpassung und Ausweisung nördlich und südlich der Memel 1945–1948“, betreut von Heinrich August Winkler.
Im Jahr 2000 nahm Ruth Kibelka durch Heirat den Nachnamen Leiserowitz an; in den Folgejahren bis 2005 arbeitete sie unter anderem an den Universitäten Potsdam, HU Berlin und Klaipėda an verschiedenen Forschungsprojekten. Bis 2009 hatte sie einen Lehrauftrag an der Universität Klaipėda.
Zwischen 2005 und 2009 war Leiserowitz Projektkoordinatorin des DFG-Forschungsprojektes Nations, Borders, Identities – The Revolutionary and Napoleonic Wars in European Experiences and Memories am Berliner Kolleg für vergleichende Geschichte Europas (BKVGE) an der Freien Universität Berlin. 2007 wurde sie an der Humboldt-Universität in Berlin von der Philosophischen Fakultät habilitiert. Ihre Habilitationsschrift behandelte „Grenzerfahrungen. Jüdische Perspektiven einer preußischen Peripherie“, ihr Betreuer war erneut Heinrich A. Winkler.
2009 bis 2024 wurde sie zur stellvertretenden Direktorin des DHI Warschau berufen und 2015 zur außerplanmäßigen Professorin an der Humboldt-Universität zu Berlin ernannt. Seit April 2025 ist sie Senior Researcher am Institut für Geschichte und Archäologie der Baltischen Region (BRIAI) der Universität Klaipėda, Litauen.
Sie ist verheiratet und hat zwei Söhne.

## Sonstiges
An der Produktion mehrerer Dokumentarfilme der ARD war Ruth Leiserowitz mit Recherche und Beratung beteiligt, darunter Verschollen in Ostpreußen. Der lange Weg der Wolfskinder (zwei Teile, 2002/2004) sowie Schlesische Märchenschlösser (zwei Teile, 2003/2004).
Mitglied in der Expertenkommission im Jahre 2021 zur Umsetzung des Bundestagsbeschlusses über die als Polen-Denkmal bekannte Gedenk- und Bildungsstätte in Berlin, die sich auf die deutsche Besatzungsherrschaft im Zweiten Weltkrieg bezieht und das Gedenken an die Opfer zum Ausdruck bringen soll. Das Auswärtige Amt hat dazu eine deutsch-polnische Expertenkommission unter Leitung von Botschafter Rolf Nikel ins Leben gerufen, die Empfehlungen an die Bundesregierung zur Umsetzung des Bundestagsbeschlusses formuliert hat.
Sie war Kuratorin der 2022 eröffneten Dauerausstellung im Museum Neue Synagoge Kaliningrad, in der die Geschichte der Juden Königbergs dargestellt wird. Das Projekt wurde mit einer Zuwendung durch das Auswärtige Amt gefördert.

## Auszeichnungen
Ruth Leiserowitz wurde 2014 aus den Händen von Rolf Nikel, dem damaligen deutschen Botschafter in Polen, mit dem Bundesverdienstkreuz 1. Klasse ausgezeichnet.
2020 bekam sie vom Präsidenten der Republik Litauens Gitanas Nausėda den Orden des litauischen Großfürsten Gediminas überreicht.

## Veröffentlichungen
- Auch wir sind Europa. Zur jüngeren Geschichte und aktuellen Entwicklung des Baltikums. Aufbau, Berlin 1991, ISBN 3-7466-0052-9.
- Deutsch geboren – litauisch adoptiert. Wolfskinder in Litauen. LKI, Lampertheim 1995.
- mit Ann Tenno: Leben danach. Nordostpreussen 1986–1993. Rautenberg, Leer 1995, ISBN 3-7921-0559-4.
- Vilko Vaikai – kelias per Nemuną (Wolfskinder – Wege über die Memel). Übersetzung ins Litauische. Baltos Lankos, Vilnius 2001, ISBN 9955-00-014-7.
- Ostpreußens Schicksalsjahre 1944–1948. Aufbau, Berlin 2000, ISBN 3-351-02505-X.
- Memellandbuch. Fünf Jahrzehnte Nachkriegsgeschichte. Basidruck, Berlin 2002, ISBN 3-86163-128-8.
- Von Ostpreußen nach Kyritz. Wolfskinder auf dem Weg nach Brandenburg. Brandenburgische Landeszentrale für Politische Bildung, Potsdam 2003, ISBN 3-932502-33-7.
- Wolfskinder. Grenzgänger an der Memel. 4. erweiterte Auflage. Basisdruck, Berlin 2004, ISBN 3-86163-064-8.[6]
- Sabbatleuchter und Kriegerverein: Juden in der ostpreußisch-litauischen Grenzregion 1812–1942. Fibre, Osnabrück 2010, ISBN 978-3-938400-59-3.
- Heldenhafte Zeiten. Die polnischen Erinnerungen an die Revolutions- und Napoleonischen Kriege 1815–1945. Ferdinand Schöningh, Paderborn 2017, ISBN 978-3-506-78605-0 (Reihe: Arnd Bauerkämper, Étienne François, Karen Hagemann [Hrsg.]: Die Revolutions- und Napoleonischen Kriege in der Europäischen Erinnerung).
- Almut Ilsen, Ruth Leiserowitz (Hrsg.): Seid doch laut! Die Frauen für den Frieden in Ost-Berlin. Ch.Links, Berlin 2019, ISBN 978-3-96289-065-0 (Reihe: Forschungen zur DDR-Gesellschaft).
- Žydai Klaipėdoje (Mėmelyje) [Jews in Klaipėda – Memel]. Vilnius University Press, Vilnius 2021, ISBN 978-609070597-1.